# Faust aux enfers
Faust aux enfers è un cortometraggio francese del 1903, diretto e interpretato da Georges Méliès. Il cortometraggio rientra in un ciclo di altre quattro opere, realizzate dal regista, basate sul dramma di Faust.